# Таможенные пошлины
Тамо́женная по́шлина — обязательный платёж, взимаемый таможенными органами в связи с перемещением товаров через таможенную границу (таможенные границы могут отличаться от государственных, если государства состоят в экономических или таможенных союзах). Уплата таможенной пошлины является условием ввоза или вывоза товара и обеспечивается мерами государственного принуждения.

## История
Институт таможенной пошлины уходит своими корнями далеко вглубь истории человечества. Например, в Средние века пошлинами назывались сборы, которые взимали города, государства и феодалы за пользование дорогами и мостами, охрану порядка, за ведение судебных процессов  и выполнение других функций. Наиболее распространёнными были пошлины за въезд и передвижение по территории (городу, княжеству), а также сборы с торговцев, которые  и были в то время основной частью путешественников.
Появление государственных пошлин, как государственных сборов, было связано с появлением государства с их суверенитетом и государственными границами. С тех пор как пошлины стали собираться в пользу государства, они стали выполнять важную функцию пополнения государственной казны и непосредственного вмешательства в экономику, выполняя функцию государственного регулирования экономики.

## Классификация таможенных пошлин
По целям взимания выделяют:
- Фискальные пошлины. Цель — поступления в бюджет. То есть бюджетные доходы.
- Протекционистские пошлины. Цели — торгово-политические. Например, защита внутреннего рынка, стимулирование внутренних производителей и пр. См. ниже Роль таможенных пошлин

По объектам обложения выделяют:
- Импортные (ввозные) пошлины — наиболее распространённый в мировой практике вид пошлин. Взимаются с импортируемых товаров или при выпуске товаров с таможенной территории складов внутри страны.
Цели: 
а) в фискальных целях (хотя может противоречить задачам защиты внутреннего рынка);
б) в целях стимулирования экспорта. Подробнее см. ниже Роль таможенных пошлин.
- Экспортные (вывозные) пошлины — встречается значительно реже импортных, в России применяется в отношении сырьевых товаров (например, нефти), ВТО призывает к полной отмене таких пошлин.
Цели:
а) в фискальных целях (т.е. для пополнения бюджета);

б) для выравнивания низкой внутренней цены относительно цены на внешнем рынке; 
в) в отношении монополий.
- Транзитные пошлины — встречаются крайне редко, поскольку страны заинтересованы в увеличении транзита (т.к. приносит немалый доход в бюджет). Взимаются за провоз товара по территории страны.
Цели: в основном фискальные.
Страны предпочитают взимать при транзите плату за провоз грузов, а также ряд сборов (разрешительные, гербовые, статистические).

В зависимости от способа исчисления (или взимания) ставок таможенные пошлины подразделяют на:
- Адвалорные (от лат. ad valorem — от стоимости) — определяются в процентах от таможенной стоимости товаров. 
  - Более выгодны для обложения более дорогих товаров и менее выгодно для однородных грузов. Например, для обложения компьютеров, ведь более выгодно брать именно цену из контракта, а не цену на кг компьютеров.
- Таможенная стоимость заявляется декларантом, причём формально поданные им сведения должны основываться на достоверной, количественно определяемой информации. Реально же, может быть минусом, может быть некое занижение таможенной стоимости по контракту и, как следствие, снижение объёма получаемых налогов.
- Специфические — устанавливаются в виде конкретной денежной суммы за единицу (веса, объёма, штуки и др.) товара.
  - Более выгодны для обложения более массовых и грузов дешевле, где цена пошлины подсчитывается на основе объёма, т.е. веса, объёма и прочее. Например, сырьевые товары;
- Комбинированные (или смешанные) — при исчислении используются оба вида ставок, при этом обычно уплате подлежит бо́льшая из исчисленных сумм. 
  - Более гибкое, однако менее используемое.  Пример: автомобили, где обложение идёт как на стоимость автомобиля, так и на объём двигателя
    - Однако туда можно включать i) минимальное и максимальное значение; ii) как внутри описываемого минимального и внутри максимального значения может быть:
- а) значение, измеряемое в %;
- б) значение, измеряемое в цифрах;
- в) может указываться оба варианта, причём выбирается наибольший.
- Аналогично могут накладываться и другие виды пошлин, разница только в том, что в третьем варианте должен использоваться и первый, и второй вариант одновременно.

По характеру происхождения выделяют:
- Автономные пошлины — пошлины, установленные страной (государственной властью) вне двухсторонних или многосторонних договоров. Часто бывают достаточно высокими. Поэтому они и являются предметами обсуждения (снижение автономных пошлин, но взамен снизятся пошлины для этой страны), в результате чего возникают конвенционные пошлины.
- Конвенционные (договорные) пошлины — устанавливаются в ходе переговоров сторон. В одностороннем порядке государственная власть не может увеличить пошлины. Наибольшее распространение — многостороннее соглашение ГАТТ, охватывающие более 150 стран-членов ВТО и большую часть номенклатуры товаров.

По стране происхождения выделяют:
- Максимальные (генеральные или общие) — устанавливаются для всех стран.
- Минимальные — устанавливаются в соответствии с режимом наибольшего благоприятствования
- Преференциальные — особые льготные ставки пошлин. Предоставляются отдельным странам или группам стран. Часто используется относительно развивающихся стран и часто ниже минимальных ставок, а иногда вообще нулевые.

Таможенные пошлины не стоит путать с таможенными сборами (например, за таможенное декларирование, за хранение и за таможенное сопровождение), ввозными налогами (например, ввозной НДС, ввозной акциз), а также специальными, антидемпинговыми и компенсационными пошлинами.
Особые пошлины:
- Специальные защитные пошлины — могут использоваться в качестве защитной меры от ввоза в Россию товаров в количестве и на условиях, наносящих, или угрожающих нанести ущерб отечественным производителям подобных или конкурирующих товаров; как ответ на дискриминационные действия других стран и союзов, ущемляющие интересы России; как способ пресечения недобросовестной конкуренции[9];
- Антидемпинговые пошлины — предназначаются для защиты внутреннего рынка от импорта товаров по демпинговым ценам. Под демпингом понимается продажа на рынке импортёра товара по цене более низкой, чем продаётся аналогичный товара на их рынке, то есть рынке страны-экспортёра. Продажа товара на внутреннем рынке называется нормальной ценой[10]. Вводится антидемпинговая пошлина при обнаружении факта демпинга и при предоставлении компетентным органом подтверждения факта демпинга, наличествующий ущерб отрасли и связь между этими двумя фактами;
- Компенсационные пошлины — вводятся на импортируемые товары, на которые в стране их производства с целью развития экспорта или замещения импорта используются государственные субсидии, что приводит к искусственному снижению затрат на производство, а следовательно и стоимости таких товаров. Иначе говоря, этот вид пошлин призван нейтрализовать, или компенсировать, влияние субсидий импортирующим компаниям. Эта пошлина не должна превышать размер субсидий.[11]
- Карательные пошлины — особо высокие пошлины (превышающие обычные пошлины в 3-5 раз). Не связано с таможенной политикой государства, а скорее политикой, поэтому также иногда выделяются как нетарифные меры. Проводится в отношении конкретной страны отдельно.

Специальные защитные, антидемпинговые и компенсационные пошлины не относятся к числу таможенных пошлин поскольку: а) по классификации ВТО относятся к нетарифным мерам; б) действуют не для всех стран, а лишь для одной страны или для одной компании, против которой вводится такая мера. Тем не менее, их уплата, взыскание и возврат осуществляется по правилам, установленным для таможенных пошлин. Эти три вида действуют в соответствии с ГАТТ 47, ГАТТ 94 и иными специальным соглашениями, принятыми в рамках создания ВТО.
В зависимости от периода действия могут устанавливаться сезонные таможенные пошлины — в отношении товаров, объёмы ввоза, производства и реализации которых резко колеблются в течение года (сельскохозяйственная продукция).
Они а) как правило, значительно ниже указанных в тарифе; б) действуют в течение определённого времени( не больше шести месяцев ).
В рамках ЕС также существует, так называемый, скользящий сбор — действует в отношении сельскохозяйственных товаров ЕС для повышения прибылей аграриев. Он рассчитывается как разница между высокой внутренней ценой внутри ЕС и низкой мировой ценой. Иначе говоря, если цена на мировом рынке ниже внутренней цены внутри ЕС, то ЕС вводит скользящий сбор в отношении всех импортных товаров. Как результат — внутри ЕС цены на импортные сельскохозяйственные товары будут всегда как минимум равны внутренним ценам на с/х в ЕС. Может изменяться практически за один день, достаточно гибкий инструмент сельскохозяйственной политики.
Таможенные пошлины непосредственно связаны с таможенным тарифом

## Роль таможенных пошлин
Таможенные пошлины выполняют ряд функций:
- Экономическая роль:
  - надбавка к цене импортируемого товара
  - инструмент стимулирования отраслей (часто молодых и зарождающихся). 
Действие:
пошлина в стране повышается -> иностранные компании повышают цену, перекладывая часть издержек на потребителей в стране -> спрос в стране падает из-за возросшей цены -> объём иностранных поставок товара может упасть -> национальные компании могут занять нишу при условии их конкурентоспособности.
  - фискальная функция. В том числе благодаря пошлинам пополняется бюджет. Пополняться за счёт пошлин может как за счёт экспортных, так и за счёт импортных.
    - Облагать пошлинами экспортные товары имеет смысл:
1) если
- а) национальный товар за рубежом высоко востребован;
- б) цены на этот товар внутри страны ниже, чем в мировые цены 
или
2) если расширение экспорта нецелесообразно. Это может быть при возможном снижении экспортных поступлений в результате падения мировых цен, вызванным избыточным предложением (эффект разоряющего роста[нем.]).
    - Облагать пошлинами импортные товары имеет смысл 
а) либо на предметы роскоши; 
б) либо на традиционные для этого товары: алкоголь, табак. 
В целом же само использование импортных пошлин: 
- а) противоречит задачам защиты внутреннего рынка, поскольку государство уже будет заботиться об увеличении доли национальных компаниях, а будет стараться обложить иностранные компании; 
- б) иногда импорт может упасть, как и сами поступления.
- Торгово-политическая роль:
  - защита национальных отраслей от конкуренции иностранных товаров, поскольку цена на иностранный товар вследствие обложения пошлиной повысится. Защита может быть как слабых отраслей (чтобы те компании на отечественной отрасли стали сильнее), так и на сильных отраслях (чтобы компании получали сверхприбыль, чтобы компании выходили на внешний рынок).
  - рычаг давления на конкурентов, чтобы те пошли на уступки. 
Действие:
повышается пошлина на товар, в котором заинтересован конкурент -> конкурент идёт на переговоры -> страна, поднявшая пошлину, добивается уступок в таможенном обложении своих товаров. 
То есть страна, поднявшая сначала пошлину, соглашается снизить пошлину только при условии, что конкурент тоже снизит для некоторые свои пошлины либо создаст более благоприятную ситуацию.

## Порядок взимания таможенных пошлин в РФ и в ЕАЭС
Функция взимания таможенных пошлин в Российской Федерации возложена на государственный орган, уполномоченный в области таможенного дела — Федеральную таможенную службу. Ставки таможенных пошлин в Таможенном союзе ЕАЭС определяются в соответствии с Соглашением между Правительством России, Правительством Республики Беларусь и Правительством Республики Казахстан от 25.01.2008 «О едином таможенно-тарифном регулировании» и зависят от вида товара (по классификации ТН ВЭД), страны происхождения, а также условий, определяющих применение специальных видов пошлин. Ставки таможенных пошлин разделяются на виды: 1) адвалорные - установленные в процентах к таможенной стоимости облагаемых товаров; 2) специфические - установленные в зависимости от физических характеристик в натуральном выражении (количества, массы, объема или иных характеристик); 3) комбинированные - сочетающие виды, указанные в подпунктах 1) и 2) статьи 71 ТК ТС ЕврАзЭС. Единый таможенный тариф Таможенного союза утверждён решением Совета ЕЭК от 16.07.2012 № 54.
На территории Таможенного союза в рамках ЕврАзЭС ввозные таможенные пошлины установлены Единым таможенным тарифом. В зависимости от страны происхождения товара при взимании ввозных таможенных пошлин могут применяться:
- Базовые ставки составляют 100 % от указанных в Таможенном тарифе;
- Преференциальные ставки применяются по отношению к товарам, происходящим из стран, отнесённых к категории развивающихся либо наименее развитых стран при условии, что товары входят в соответствующий перечень товаров, в отношении которых предоставляются преференции по уплате ввозной таможенной пошлины. В настоящее время преференциальные ставки, установленные в отношении товаров, происходящих из развивающихся стран, составляют 75 % от базовых. Преференции также применяются при перемещении товаров между странами СНГ. При соблюдении определенных условий ставки ввозных таможенных пошлин в отношении таких товаров могут составлять 0% от таможенной стоимости ввозимых товаров.

Вывозные таможенные пошлины устанавливаются в отношении товаров, вывозимых с территории государств-членов Таможенного союза в рамках ЕврАзЭС (Российской Федерации, Республики Беларусь и Республики Казахстан) за пределы Таможенного союза. При этом ставки вывозных таможенных пошлин в отношении товаров, вывозимых с территории каждого из государств-членов Таможенного союза, устанавливаются национальным законодательством соответствующего государства-члена Таможенного союза.
Во взаимной торговле стран-членов Таможенного союза, в рамках ЕврАзЭС, ввозные и вывозные таможенные пошлины не применяются.
В отношении товаров, страна происхождения которых не установлена, применяются ставки ввозных таможенных пошлин, применяемые к товарам, происходящим из стран, торгово-политические отношения с которыми предусматривают режим наиболее благоприятствуемой нации, за исключением случаев, когда таможенным органом обнаружены признаки того, что страной происхождения товаров является страна, торгово-политические отношения с которой не предусматривают режим наиболее благоприятствуемой нации, либо предоставляется обеспечение уплаты таможенных пошлин по указанным ставкам.